# Abu'l Abbas Ahmad
Abu'l Abbas Ahmad , född 1677, död 1729, var regerande sultan av Marocko mellan 1728 och 1729. 